# Транспорт у Відні

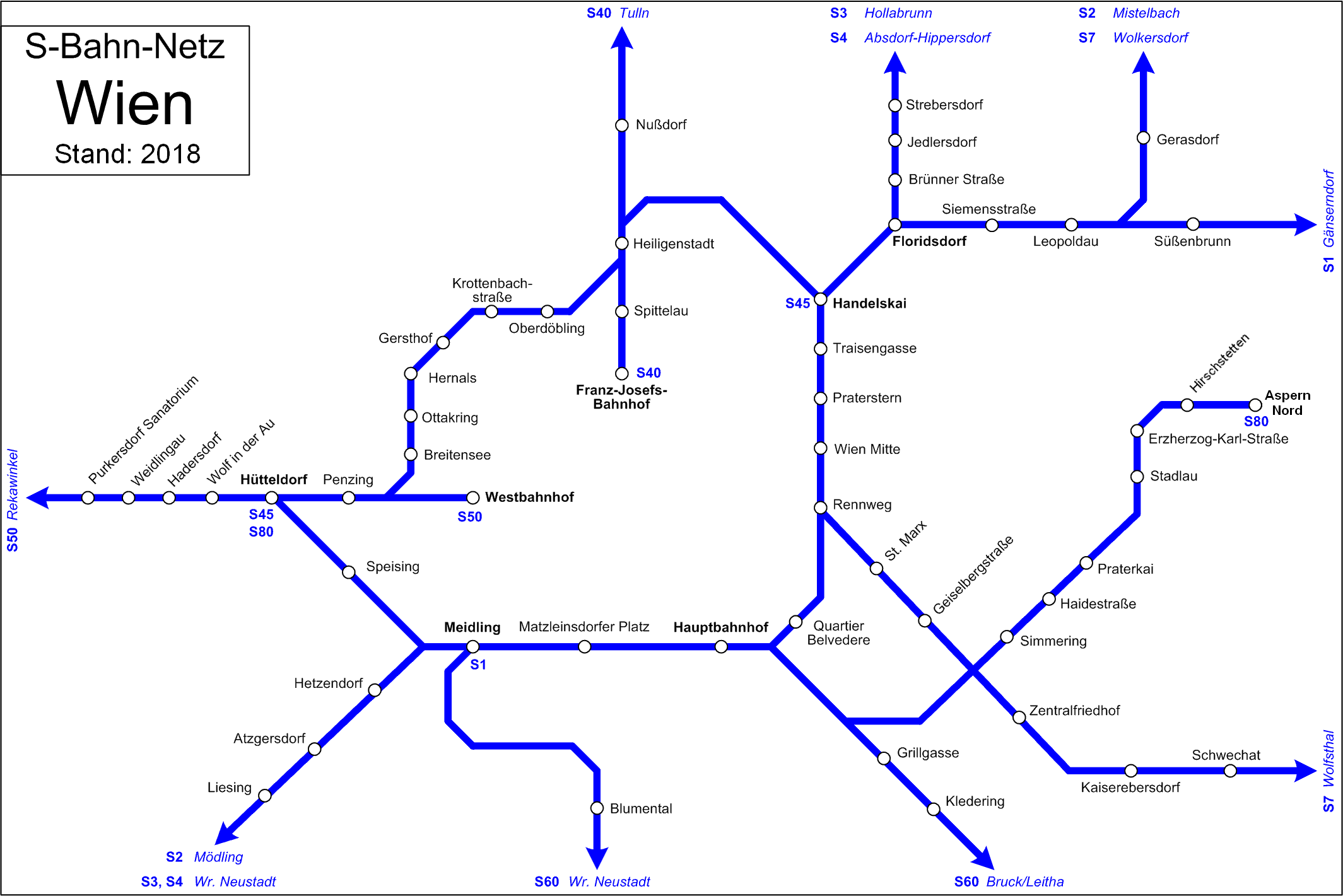
Карта швидкісної лінії всередині міста Відень

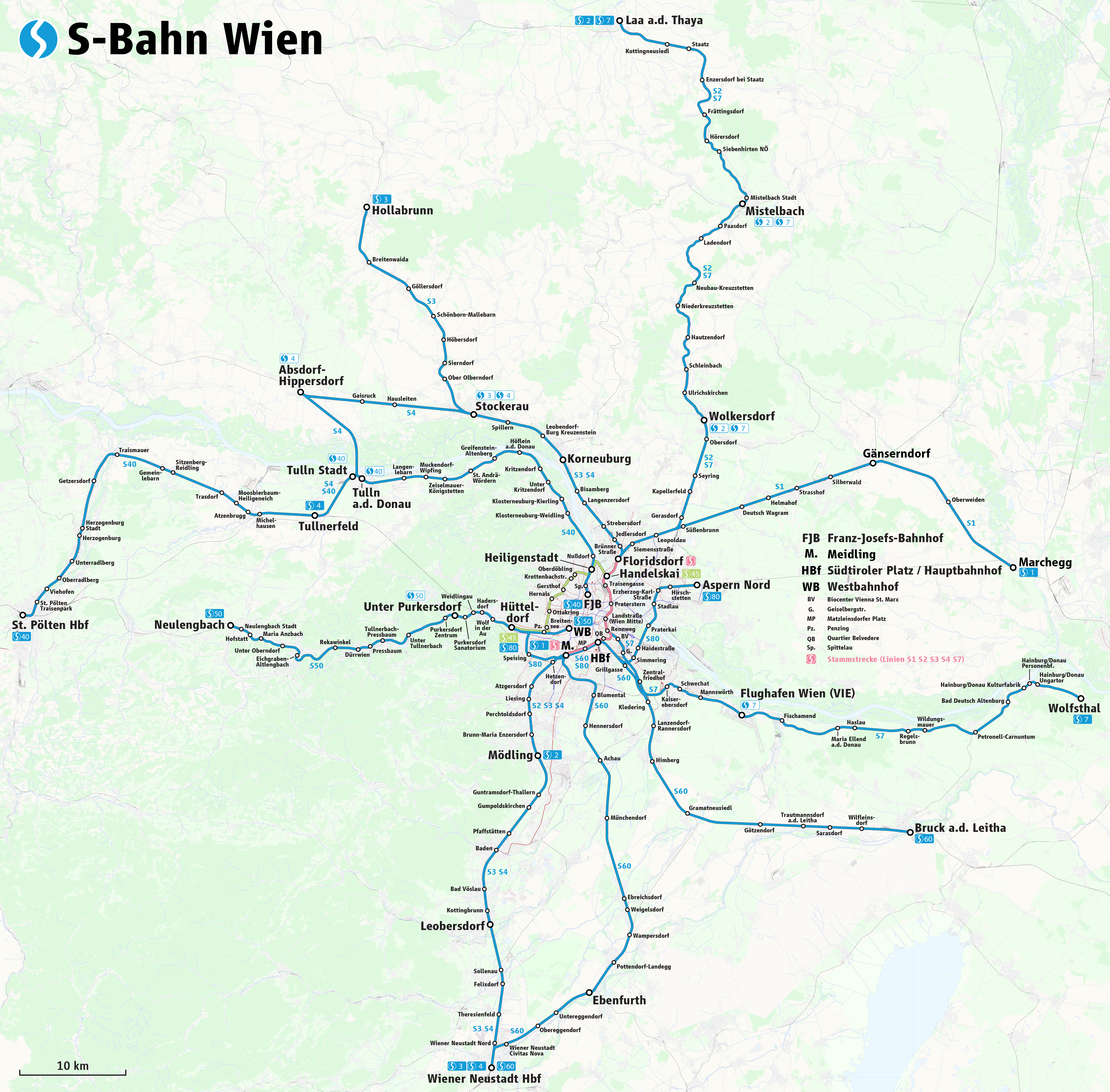
Карта повної системи швидкісного трамвая

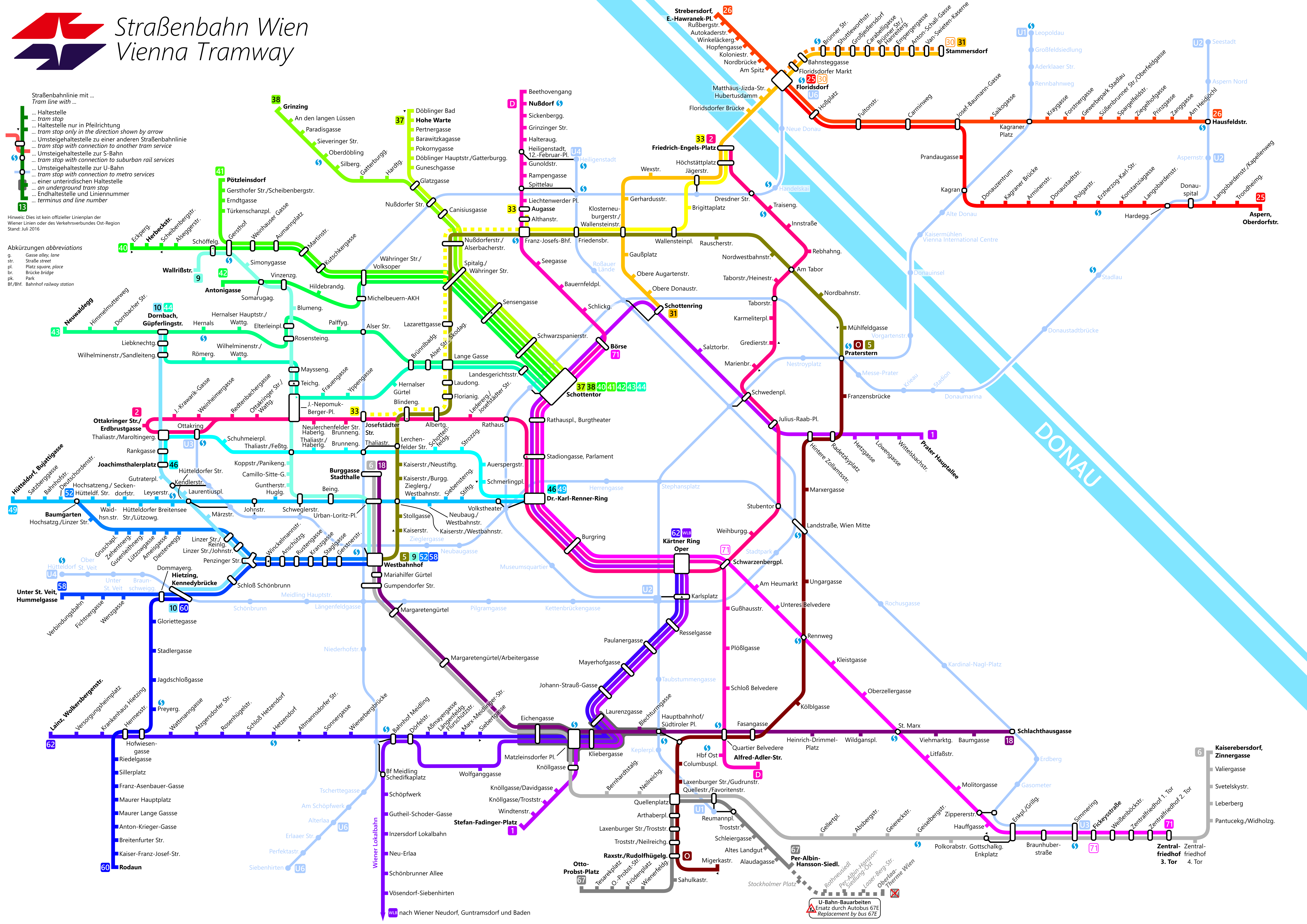
Карта трамвайної мережі Відня

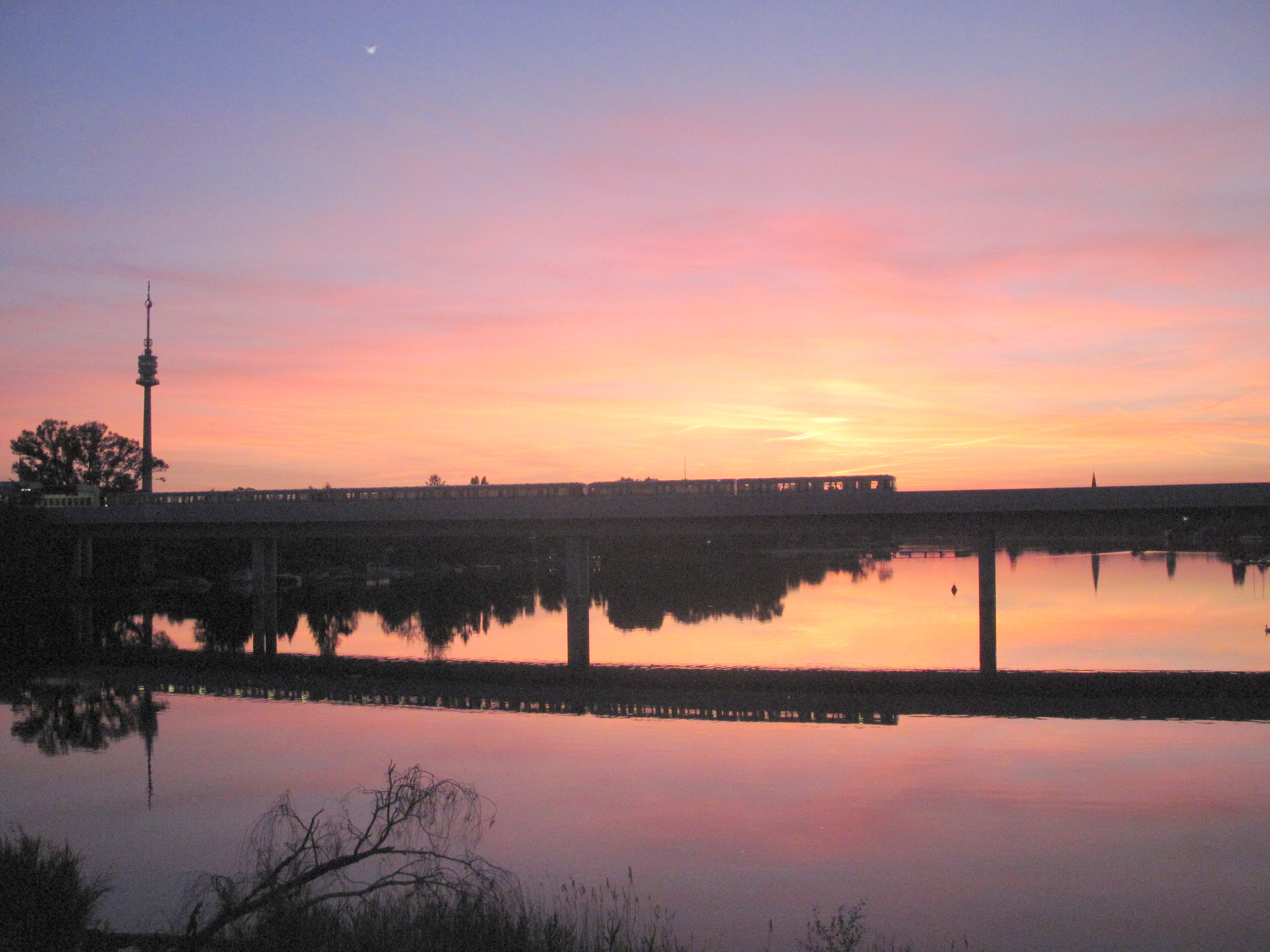
Потяг міської лінії через Старий Дунай

Транспортна система Відня  включає громадський транспорт, автомагістралі та залізниці.

## Громадський транспорт
Відень має велику мережу громадського транспорту.
- S-Bahn Відня
- Станція U-Bahn
- Місцеві залізниці (Lokalbahn Wien-Baden)
- Wiener Linien (Vienna Lines; муніципальна компанія, що експлуатує U-Bahn, трамвайну мережу Відня та більшість автобусних маршрутів)
- Спільне використання автомобілів (= автомобілі, припарковані в місті, ви можете орендувати за хвилину DriveNow )

Відень має  розгалужену зручну та гнучку систему мережі поїздів та автобусів. Громадський транспорт досить популярний: 53% віденських робітників їдуть на робоче місце громадським транспортом.
Вартість проїзду в межах міста доступна для різних  календарних днів. Також доступні туристичні та річні квитки. Пасажири можуть придбати квитки перед посадкою або входом на вокзал, а можуть їх   купити в автобусах і трамваях або перевірити на борту. При в'їзді в систему громадського транспорту не існує жодних бар'єрів та перевірок, проте інспектори транзиту, часто в цивільному, проводять випадкові перевірки квитків на певних лініях.
VOR  (Verkehrsverbund Ostregion = транспортна асоціація східного регіону) включає залізничні та автобусні лінії, що курсують 50 км в прилеглі райони. Ціни на квитки розраховуються відповідно до кількості перетнутих зон. До речі Відень являється єдиною зоною.

## Повітряний транспорт

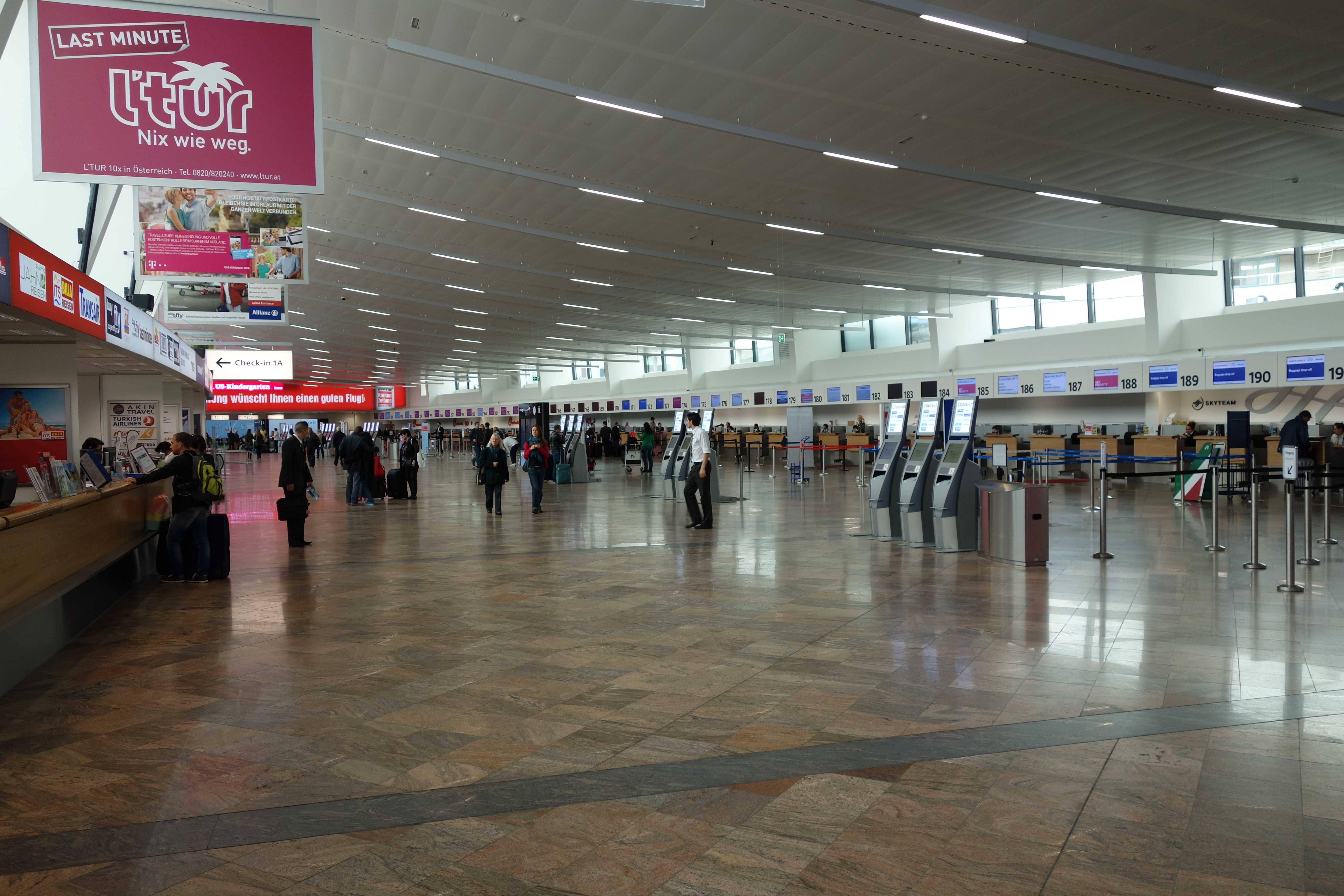
Міжнародний аеропорт Відня

Віденський міжнародний аеропорт розташований на південний схід від Відня. У 2012 році аеропорт обслужив 22 мільйони пасажирів.  В даний час аеропорт зазнає серйозного розширення, включаючи будівлю терміналу, відкриту в 2012 році для підготовки до очікуваного збільшення пасажирів.  Досить близько до міста знаходиться аеропорт Братислави у Словаччині. Аеропорт в основному використовується бюджетними авіакомпаніями, такими як Ryanair. Він знаходиться в декількох милях від міста, тому Братислава та Відень діляться аеропортами одне одного.

## Морський транспорт
- Відень з'єднаний з Роттердамом та німецькими промисловими районами через канал Рейн-Майн-Дунай, а також зі східноєвропейськими країнами вздовж Дунаю до Чорного моря. Будівництво Дунайсько-Одерського каналу було розпочато ще в нацистські часи, але залишається незавершеним, хоча в майбутньому воно може бути завершене.
- Трансфер на човні Twin City Liner з'єднує Відень і Братиславу.
- Майже всю питну воду Відня доставляють з Альп до міста двома великими водопроводами, побудованими наприкінці 19 - початку 20 століть. Трубопроводи тягнуться 120 км (75 миля) та 200 км (120 миля) від Альп до Хітцінга (13-й район міста). Альпійські джерела є незайманими, і вода не потребує очищення.

## Залізничний транспорт
Поїздами керує ÖBB  - державна залізнична компанія Австрії. Історично весь транспорт був орієнтований на головні міста Австро-Угорської монархії. Відень має два залишкові залізничні термінали, які являються початком декількох залізничних ліній:
- Відень Франц-Йозефс-Банхоф, відправна точка залізниці Франца Йосифа
- Wien Westbahnhof, відправна точка західної залізниці

Є також кілька наскрізних залізничних станцій:

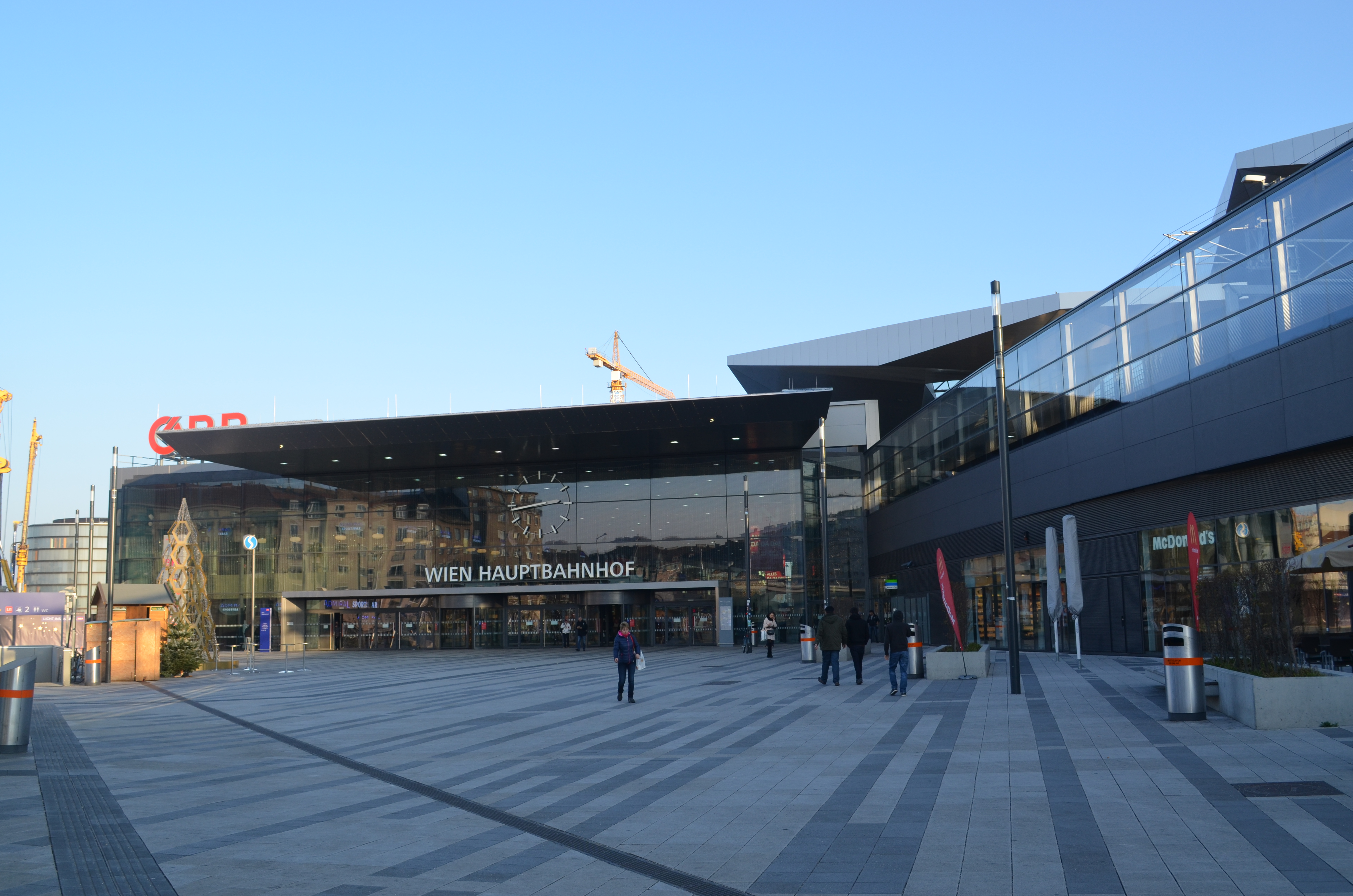
Wien Hauptbahnhof

- Wien Hauptbahnhof, новий центральний вокзал, який повинен замінити два колишні термінали. На даний момент він обслуговує місцеві поїзди на Східній залізничній та швидкісній лініях, але стане основною міжміською станцією після повного відкриття в 2014 році.
- Wien Hütteldorf на західній залізниці
- Відень Хайлігенштадт на залізниці Франца Йосифа
- Відень Пратерштерн (раніше відомий як Wien Nord або Wien Nord-Praterstern) на північній залізниці
- Відень Майдлінг на Південній залізниці. Це найбільш відвідувана транзитна станція Відня.
- Wien Mitte (Landstraße) на магістралі S-Bahn; це найближча залізнична станція до центру міста.

Існує ще велика кількість менших станцій, які важливі для місцевого пасажирського руху.
Для об'єднання всього міжміського руху було  побудувано тунель, відомий як Wildschweintunnel ("кабанний тунель"), під заповідником Лайнцер Тиргартен. Він з'єднує Західну залізницю з Південною залізницею. Нова комплектована залізнична лінія з'єднана з новим вокзалом Wien Hauptbahnhof, який побудований на місці попереднього Südbahnhof.

## Автомобільний транспорт
Національні автомобільні дороги Відня називаються Бундесстрассен. Більш потужні та швидкісні автомобільні дороги додатково класифікуються на Автобани та Шнельштрассен ( швидкісні траси).
У межах міста річку Дунай  перетинають п’ять автомобільних мостів. Це Нордбрюке, Флорідсдорфер Брюкке, Бригіттенауер Брюкке, Рейхсбрюке та Пратербрюке.

### Автобани

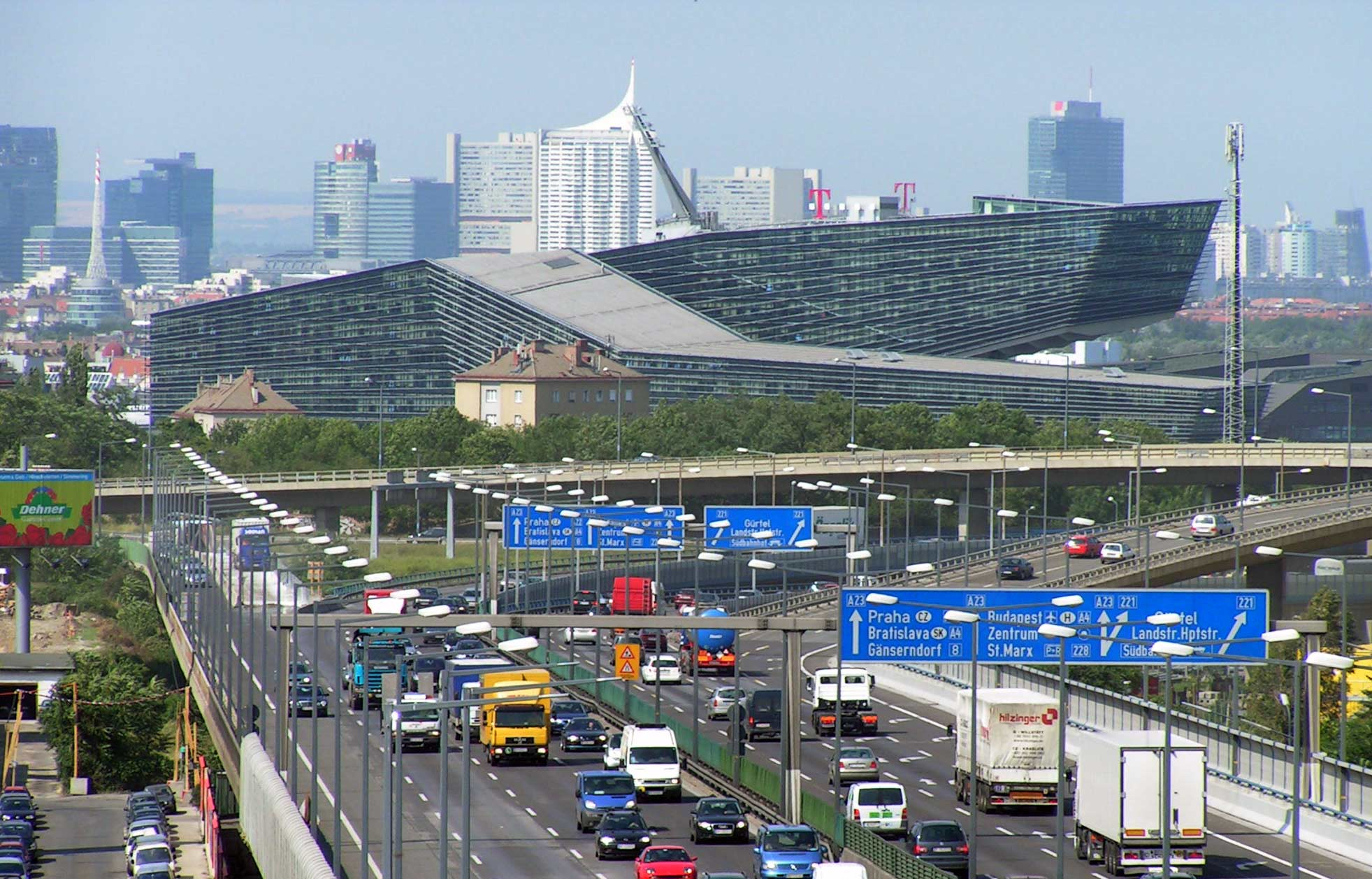
Автобан A23 у Відні

П'ять національних автобанів проходять у західному ( А1 ), північно-західному ( А22 ), північному А5, східному ( А4 ) та південному ( А2 ) напрямках. Подібно до залізничних ліній, їх зазвичай називають за напрямками виходу (Веставтобан, Юдатобан, Нордаутобан та Оставтобан). Крім того автобани кількох півсхідних та східних районів міста кружляють і розгалужуються.

### Шнельштрассен
Шнельштрассен подібні до автобанів, але  на них нижча встановлена швидкість та менший радіус кривої. У межах Відня можна знайти S 1 Wiener Außenring Schnellstraße та S 2 Wiener Nordrand Schnellstraße.

### Бундештрассен
Бундештрассен залишає місто у формі зірки. Деякі з них названі на честь історичних кінцевих пунктів призначення; наприклад, Prager Straße до Праги, Linzer Straße до Лінца, Triester Straße до Трієста та Brünner Straße до Брно. Bundesstraßen можна порівняти з американськими шосе в США, будучи двосмуговим у сільській місцевості та багатосмуговим у міських районах.

### Європейські маршрути
Через Відень проходить кілька європейських маршрутів.